# Adolf Greifenstein
Adolf Greifenstein (* 8. April 1900 in Hatzfeld an der Eder; † 7. Juli 1955 in Aachen) war ein deutscher Facharzt für Hals-Nasen-Ohren-Heilkunde und Hochschullehrer.

## Leben und Wirken
Nach seinem Abitur studierte Greifenstein Medizin an der Philipps-Universität Marburg und schloss sein Studium 1924 mit dem Staatsexamen ab. Ein Jahr später wurde er promoviert. Greifenstein war seit dem Sommersemester 1919 Mitglied der Burschenschaft Sigambria Marburg im ADB, die 1930 in Burschenschaft Hercynia Marburg aufging. 1950 ging die Hercynia schließlich in der Marburger Burschenschaft Rheinfranken auf, wodurch Greifenstein Alter Herr dieses Bundes wurde.
Nach dem Studium praktizierte er als Assistenzarzt am Städtischen Krankenhaus Siegen sowie am Pathologischen Institut und an der Chirurgischen Klinik in Marburg. Seine Facharztausbildung absolvierte Greifenstein am Universitätsklinikum Jena bei Wilhelm Brünings, dem er nach dessen Versetzung an das Klinikum der Universität München im Jahr 1931 dorthin folgte. Bei Brünings legte er 1933 seine Habilitationsschrift über Otosklerose vor und erhielt 1935 seine venia legendi. 1936 heiratete er seine Ehefrau Christa, geb. Landmeyer.
Während der Zeit des Nationalsozialismus trat er mehreren NS-Organisationen bei, darunter 1934 der SS, 1935 der NSV und der Reichsdozentenschaft, 1936 dem Nationalsozialistischen Deutschen Dozentenbund und 1938 dem NS-Ärztebund. Zum 1. Mai 1937 war er auch der NSDAP beigetreten (Mitgliedsnummer 3.995.116). Im Jahr 1938 folgte er einem Ruf an die Albertus-Universität Königsberg, wo ihm zunächst als Nachfolger des verunglückten Chefarztes Wilhelm Berger die kommissarische Leitung der HNO-Klinik übertragen wurde. Bereits ein Jahr später wurde er zum außerordentlichen Professor und Ärztlichen Direktor dieser Klinik ernannt. Nachdem zu Beginn des Zweiten Weltkrieges die Universitätsklinik in ein Reservelazarett umfunktioniert worden war, versah Greifenstein seinen Dienst zusätzlich als Militärarzt und errichtete dort eine Kehlkopfstation. 1943 wurde er zum ordentlichen Professor ernannt und galt bis kurz vor Kriegsende als aussichtsreicher Kandidat für das HNO-Ordinariat an der Berliner Charité, weshalb er zuvor Rufe nach Göttingen und Kiel abgelehnt hatte.
In diesen Jahren pflegte Greifenstein eine intensive Verbandstätigkeit und war unter anderem von 1936 bis 1939 Vorsitzender der „Gesellschaft der Münchener Hals-Nasen-Ohren-Ärzte“ und nach seinem Wechsel nach Königsberg Vorsitzender der „Gesellschaft Nordostdeutscher HNO-Ärzte“ sowie Mitherausgeber des Archivs für Ohren-Nasen-Kehlkopfheilkunde.
Nach den Kriegsjahren und durchlaufener Entnazifizierung wurde Greifenstein aufgrund seiner SS-Zugehörigkeit und der Mitgliedschaften in den anderen Organisationen die weitere universitäre Laufbahn verwehrt. Er übernahm daraufhin 1945 eine Stelle am Krankenhaus in Aachen-Forst und wechselte 1952 nunmehr wieder als Chefarzt an die HNO-Klinik der Städtischen Krankenanstalten Aachen, wo er am 7. Juli 1955 plötzlich verstarb.